# Harald Wolff
Harald Wolff (Harald, Otto, Walther Wolff) est un acteur allemand, né à Barmen (aujourd'hui district de Wuppertal) le 11 janvier 1909 et mort en juin 1977. 

## Biographie
Harald Wolff fit une carrière internationale en Italie, États-Unis, France et bien sûr en Allemagne. Pour son premier film en France, il incarne le colonel allemand amoureux de la langue française et de la peinture dans La Traversée de Paris.

## Filmographie
- 1956 : La Traversée de Paris de Claude Autant-Lara : le colonel allemand
- 1957 : Action immédiate de Maurice Labro : Lindbaum
- 1958 : La Chatte de Henri Decoin : le colonel Richting
- 1958 : Le Désordre et la Nuit de Gilles Grangier : M. Friedel, le père de Lucky
- 1959 : Les Cinq Dernières Minutes de Claude Loursais (épisode Le Grain de sable) (série TV)
- 1961 : Le Sahara brûle de Michel Gast : Peter
- 1962 : Carillons sans joie de Charles Brabant : le commandant Von Ulbricht
- 1962 : Les Saintes Nitouches de Pierre Montazel
- 1964 : Les Parapluies de Cherbourg de Jacques Demy : M. Dubourg
- 1966 : Johnny Colt (Starblack) de Giovanni Grimaldi : Thomas King
- 1972 : État de siège de Costa-Gavras : le ministre des affaires étrangères